# Antonio del Giudica
Antonio del Giudica, Herzog von Giovinazzo, Fürst von Cellamare (* 1657 in Neapel; † 16. Mai 1733 in Sevilla) war Spross eines süditalienischen Adelsgeschlechts und Militär und Diplomat im Dienste spanischer Könige.

## Leben
Antonio del Giudica wurde am Hof Karls II. in Madrid erzogen und blieb in dessen Diensten. Er begleitete nach dessen Tod 1700 den neuen spanischen Thronprätendenten, den Bourbonen Philipp V. im Spanischen Erbfolgekrieg nach Neapel, wo er wegen seiner Leistungen im Kampf gegen die kaiserliche Armee nach der Schlacht bei Luzzara zum General (Maréchal de Camp) ernannt wurde. 1707 geriet er jedoch bei der Belagerung von Gaeta in kaiserliche Gefangenschaft in der Festung Mailand, aus der er erst 1712 nach mehreren vergeblichen Fluchtversuchen durch Kaiser Karl VI. selbst entlassen wurde. Seine Güter blieben aber beschlagnahmt. Er beschritt nun die diplomatische Laufbahn und wurde spanischer Kabinettsminister. 1715 wurde er als außerordentlicher Gesandter nach Paris an den französischen Hof beordert. Hier regierte für den noch nicht mündigen Ludwig XV. dessen Onkel, der Herzog von Orleans. Unter ihm konnte sich nach der rigiden Politik Ludwig XIV. in Frankreich ein liberales und tolerantes Klima entwickeln.
Cellamare versuchte nun im Auftrag des spanischen Hofes, namentlich des Premierministers Kardinal Giulio Alberoni, zusammen mit Louis-Auguste de Bourbon, Herzog von Maine, dem legitimierten Sohn Ludwig XIV., die Herrschaft des Prinzregenten zu stürzen und an dessen Stelle seinen Herren Philipp V. (zweitältester Enkel Ludwigs XIV.) zu bringen (Verschwörung von Cellamare). Die Verschwörung wurde jedoch 1718 vorzeitig entdeckt, als bei Poitiers im doppelten Boden einer nach Spanien reisenden Kutsche belastende Briefe des Botschafters gefunden wurde; Cellamare wurde verhaftet, für zwei Monate im Schloss Blois eingesperrt und dann ausgewiesen. In Spanien wurde er daraufhin zum Generalkapitän von Altkastilien ernannt und blieb bis zu seinem Tod in hohem Ansehen und Gunst des Königs.